# جامع مالك بن أنس (الأنبار)
جامع مالك بن أنس من مساجد العراق الحديثة والكبيرة، ويقع في منطقة الملعب قرب مدرسة قباء الابتدائية، في قضاء الرمادي في محافظة الأنبار، وبني في عام 1405 هـ/1985م، على نفقة المتبرع (مدحت الجبوري)، وتبلغ مساحة الجامع 4000 م2، ويحتوي الحرم على مصلى واسع تبلغ مساحته 1000 م2، ويتسع لأكثر من 1000 مصل، وتقام فيه صلاة الجمعة وصلاة العيدين والصلوات الخمس.
ويحتوي الجامع على مدرسة دينية يدرس فيها علوم القرآن والفقه الإسلامي، وفي الجامع قاعة كبيرة مخصصة للمناسبات الدينية، وغرفة واحدة مخصصة للإمام والخدم.
ومقابل الحرم توجد فسحة وحديقة واسعة، وتعلو مبنى الجامع منارة مئذنة مصنوعة من الحديد.
عدد المصلين في الجامع لا يتجاوز 35 مصل في الصلوات الخمس، ويزيد العدد عن 400 مصل في صلاة الجمعة.